# Régence anglaise
 (avril 2015).
Si vous disposez d'ouvrages ou d'articles de référence ou si vous connaissez des sites web de qualité traitant du thème abordé ici, merci de compléter l'article en donnant les références utiles à sa vérifiabilité et en les liant à la section « Notes et références ».

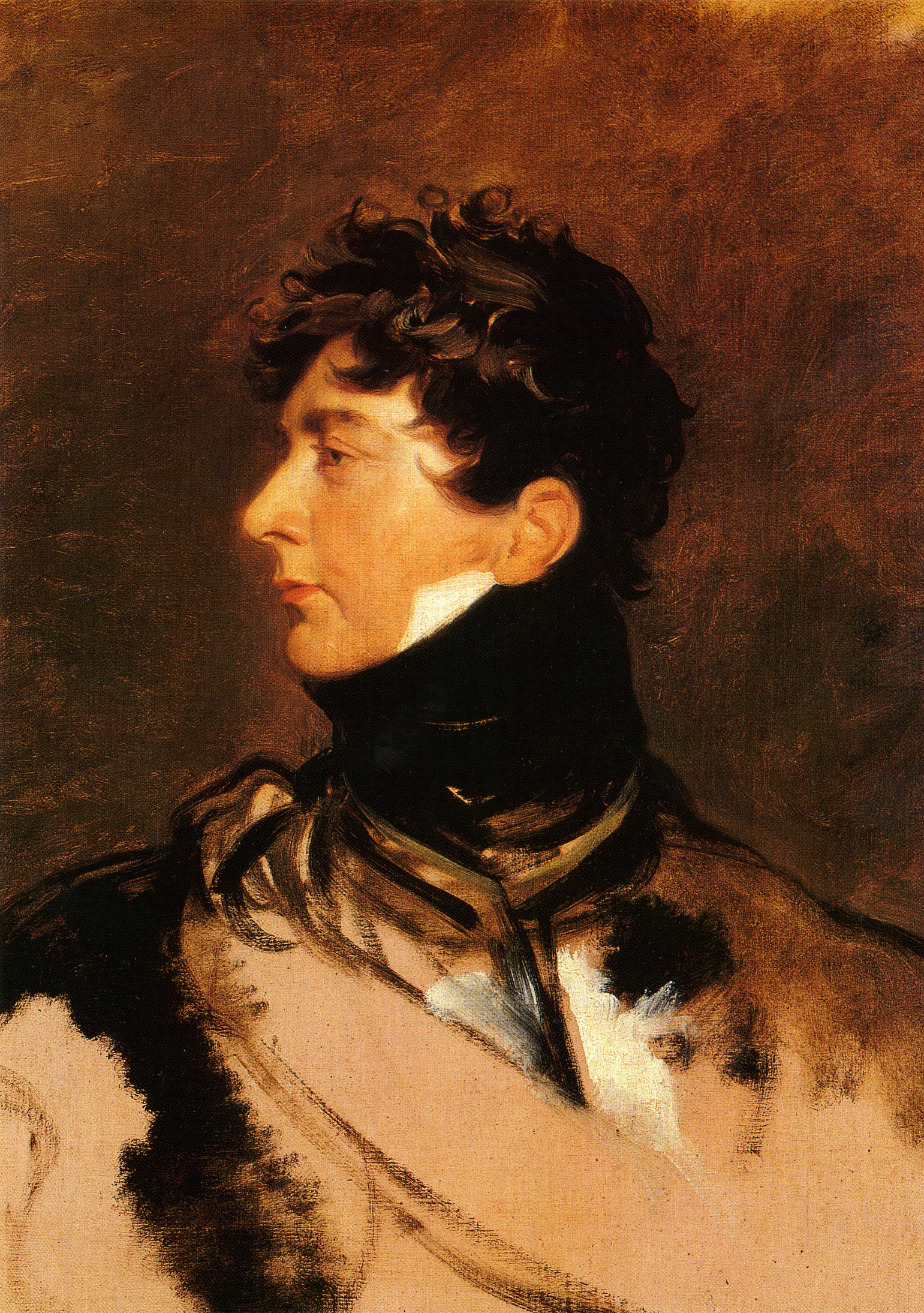
Portrait de Georges IV, alors qu'il est Prince Régent (peinture de Thomas Lawrence).

La Régence anglaise est une période de l'histoire du Royaume-Uni qui se déroule de 1811 à 1820, pendant la maladie et la folie qui frappent le roi George III. Pendant cette période, la régence est assurée par son fils aîné et héritier, le futur George IV, sous le titre de « Prince Régent ».
Le terme de « Régence anglaise » (Regency era) est parfois utilisée pour désigner une période plus large que la régence proprement dite. La période comprise entre 1795 et 1837 — c'est-à-dire la fin du règne de Georges III et les règnes successifs du régent, devenu le roi Georges IV, et de son successeur Guillaume IV — est en effet caractérisée par des courants distinctifs dans l'architecture, la littérature, la mode, la politique et la culture du Royaume-Uni de toute cette période.
Si l'on parle de la Régence anglaise pour décrire la transition entre la « période georgienne » et l’« ère victorienne », c'est sur la période « pré-victorienne », à partir de 1811, que l'accent est mis, à partir du moment où commence officiellement la Régence, en 1811, jusqu'en 1837, lorsque la reine Victoria succède à Guillaume IV. Si l'on veut cependant opposer la Régence au début du XVIIIe siècle anglais, il faut alors y inclure la période de la Révolution française et les guerres napoléoniennes.
La Régence anglaise est une époque d'excès pour l'aristocratie : ainsi par exemple, c'est à ce moment que le Prince Régent construit le pavillon de Brighton. Cependant, c'est aussi une période d'incertitude générée par de nombreux facteurs, tels que les guerres napoléoniennes, la Révolution française et ses idées (qui entraînent en Grande-Bretagne la controverse révolutionnaire), ou la montée de la société industrielle et les révoltes sociales qui l'accompagnent.